# Myzomela adolphinae
El mielero de Adolfina (Myzomela adolphinae) es una especie de ave paseriforme de la familia Meliphagidae endémica de Nueva Guinea.

## Localización
Es una especie de ave endémica que se localiza en las montañas de Nueva Guinea.